# حباك كيب
حباك كيب (الاسم العلمي: Ploceus capensis) نوع من الطيور الصغيرة من فصيلة الحباك، متوطن في ليسوتو، ناميبيا، جنوب أفريقيا وسوازيلاند.